# Грушевка (приток Тузлова)
Гру́шевка (в верховьях — ба́лка Гру́шевая) — река в Ростовской области, левый и крупнейший приток реки Тузлов (бассейн Дона). Длина 82 км, площадь водосборного бассейна 941 км². На реке расположен город Шахты. Наиболее крупные притоки: справа — Атюхта, Турбута, Аюта, Сусол; слева — Семибалочная. Река весьма извилиста, в особенности ниже р.п. Каменоломни. Протекает по равнинной степи. Сооружены пруды и водохранилища.
В 2010 году Грушевка была одним из наиболее неудовлетворительных по качеству воды (по микробиологическим показателям) водоёмов в Ростовской области.

## Название
Название происходит от слова Груша (род плодовых деревьев и кустарников). В свою очередь от названия Грушевки произошли следующие названия: посёлок Верхнегрушевский, хутор Яново-Грушевский, станица Грушевская, два прежних названия города Шахты — Горное Грушевское и Александровск-Грушевский, а также улица Грушевская и станция Грушевский Антрацит.

## Течение

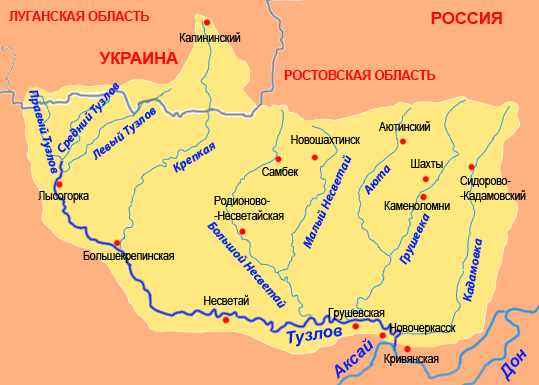
Бассейн Тузлова

Грушевка берёт начало на южных склонах Донецкого кряжа, у станции Гривенной Красносулинского района Ростовской области. Высота истока — 185 м над уровнем моря.
Течёт вначале на юго-запад, до села Табунщиково, где поворачивает на юго-юго-восток. Далее протекает через Артёмовское водохранилище, длиной более двух километров, построенное в конце 20-х годов прошлого века для охлаждения турбин Шахтинской ГРЭС имени Артёма.
Берега в районе посёлка Власовка — скалистые, крутые и обрывистые. После поворачивает на юго-запад, протекая почти через весь город Шахты, и деля его на две неравные части. Центральная часть города Шахты от проспекта Победы революции до проспекта Карла Маркса лежит на водоразделе между Грушевкой и Атюхтой. Сразу же за этими улицами начинаются довольно крутые спуски к указанным рекам. После впадения Атюхты (прав.) поворачивает на юго-юго-запад, и от этого места до посёлка Молодёжного (Новочеркасск), река течёт вдоль железной дороги Шахтная — Новочеркасск.
Далее принимает следующие притоки: Семибалочную слева у р.п. Каменоломни; Турбуту справа, у хутора Привольного; Аюту справа, у посёлка Староковыльного и Сусол справа, юго-западнее хутора Яново-Грушевского. Впадает в реку Тузлов с левой стороны, напротив станицы Грушевской Аксайского района Ростовской области.
Река протекает по территории Красносулинского, Октябрьского и Аксайского районов Ростовской области, а также по территории городских округов Шахты и Новочеркасск.

## Водный режим
В верховьях имеет 2 больших пруда (Артёмовское водохранилище и водохранилище ХБК), питание которых частично происходит за счёт подземных вод, ниже стекают шахтные воды бывшего Власовского рудника. Река имеет постоянный сток и довольно большие глубины на плёсах.

## История
Река упоминается в Статистическом описании земли Донских Казаков составленного в 1822—1832 годах:

 б) Речки, сообщающие воды свои Аксаю: С правой стороны: 2) Тузлов. В неё впадают с левой стороны: d) Грушевка, в которую впадают Атюкта, Аюта и Сумала.
— Глава III. Воды
Также о Грушевке присутствует статья в ЭСБЕ:

Грушевка — речка Области Войска Донского, левый приток реки Тузлов, впадающей в реку Аксай, рукав Дона. Грушевка длиною до 50 вёрст (53 км), и замечательна по находящимся на ней богатейшим грушевским антрацитным копям.

А также в Грушевке нашли останки первой предполагаемой жертвы маньяка Андрея Чикатило.

## Бассейн
- Грушевка
  - б. Большая Журавка — (п)
  - б. Власовка — (п)
  - б. Лесовая — (п)
  - б. Солёная — (л)
  - Атюхта — (п)
    - б. Бандовская — (п)
    - б. Свивтовка — (п)

  - Семибалочная — (л)
  - б. Панская — (л)
  - б. Шестибалочная — (л)
  - б. Водяная — (л)
  - Турбута — (п)
  - б. Двойная — (л)
  - Аюта — (п)
    - б. Пушкина — (п)
    - б. Криничная — (п)
    - б. Талая — (п)
    - Цурюпа — (п)
      - б. Каменная — (л)

  - Сусол — (п)

## Населённые пункты
- с. Табунщиково
- пос. Качкан
- пос. Новокадамово
- г. Шахты
- р.п. Каменоломни
- х. Заречный
- пос. Красногорняцкий
- пос. Новосветловский
- х. Коммуна
- пос. Верхнегрушевский
- х. Привольный
- х. Суворовка
- пос. Староковыльный
- пос. Казачьи Лагери
- пос. Персиановский
- сл. Красюковская
- мкр. Молодёжный (Новочеркасск)
- х. Яново-Грушевский
- х. Обухов
- х. Весёлый
- ст. Грушевская